# (38247) 1999 QE
1999 QE (asteroide 38247) é um asteroide da cintura principal. Possui uma excentricidade de 0.17191340 e uma inclinação de 4.44447º.
Este asteroide foi descoberto no dia 18 de agosto de 1999 por Sauro Donati em Monte Agliale.